# Aeroportul Gdańsk Lech Wałęsa
Aeroportul Gdańsk Lech Wałęsa (IATA: GDN, ICAO: EPGD) este un aeroport din Gdańsk, Voievodatul Pomerania, Polonia ce deservește zona Trioraș. Aeroportul a fost tranzitat în 2022 de 4.576.705 pasageri. A fost deschis în 1974 și numit după Lech Wałęsa.
Situat la o altitudine de 1.487 m, aeroportul dispune de 1 pistă.

## Infrastructură

### Piste
Aeroportul dispune de o singură pistă. Pista 11/29 are suprafața de asfalt și dimensiunile 2.800 m × 45 m. 